# Richard Križan
Richard Križan (Plášťovce, 23 de septiembre de 1997) es un futbolista eslovaco. Juega de Defensa y su equipo es el F. K. AS Trenčín de la Superliga de Eslovaquia.

## Trayectoria
Križan hizo su debut profesional con el FC Nitra contra el MŠK Žilina el 22 de julio de 2017.

## Clubes
| Club                          | País            | Año        |
| ----------------------------- | --------------- | ---------- |
| F. C. Nitra                   | Eslovaquia      | 2016-2018  |
| Puskás Akadémia F. C.         | Hungría         | 2018-2019  |
| F. K. AS Trenčín              | Eslovaquia      | 2019- 2021 |
| Š. K. Slovan Bratislava       | Eslovaquia      | 2021-2024  |
| S. K. Dynamo České Budějovice | República Checa | 2024-2025  |
| F. K. AS Trenčín              | Eslovaquia      | 2025-      |

## Palmarés

### Títulos nacionales
| Título                  | Club                    | País       | Año  |
| ----------------------- | ----------------------- | ---------- | ---- |
| Superliga de Eslovaquia | Š. K. Slovan Bratislava | Eslovaquia | 2022 |
| Superliga de Eslovaquia | Š. K. Slovan Bratislava | Eslovaquia | 2023 |
| Superliga de Eslovaquia | Š. K. Slovan Bratislava | Eslovaquia | 2024 |